# Chaerophyllum leucolaenum
Chaerophyllum leucolaenum är en flockblommig växtart som beskrevs av Pierre Edmond Boissier. Chaerophyllum leucolaenum ingår i släktet rotkörvlar, och familjen flockblommiga växter. Inga underarter finns listade i Catalogue of Life.